# Anfield Stadion
Az Anfield Stadion (angolul: Anfield Stadium) egy labdarúgó stadion a liverpooli Anfield kerületben. Röviden csak „Anfieldként” emlegetik. Ez a stadion az UEFA besorolása szerint 4 csillagos, emellett a Liverpool FC-nek az otthona. Eredetileg az Everton FC pályája volt.
A stadion jól ismert a pálya délnyugati oldalánál található Kop-ról, és a hangulatról, amit a szurkolók keltenek a mérkőzések alatt.
Magyarországon közkeletű tévedés a Liverpool otthonát Anfield Roadnak nevezni, feltételezve, hogy a stadionnak nincs saját neve, és a közterület elnevezése miatt emlegetik Anfieldként, de ez hibás, hiszen a létesítményt a neki helyet adó kerület tiszteletére keresztelték el Anfield-nak (tehát Road nélkül). Továbbá téves az elterjedt „enfild” kiejtés is, hiszen a helyi szóhasználatban „ánfild”-ként emlegetik.

## A stadion látványosságai

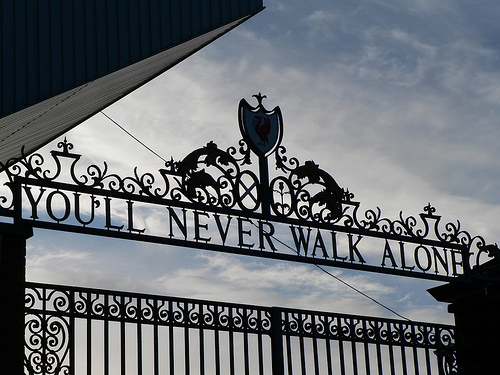
A "Shankly kapu" a You'll Never Walk Alone felirattal

A klub történetének két legsikeresebb menedzsere előtt tisztelegnek a híres anfieldi kapuk. A Shankly Kapu az egyesület szellemiségét megteremtő, legendás Bill Shankly-ra emlékeztet, aki 1959 és 1974 között tartó regnálása alatt Anglia meghatározó csapatává emelte a Liverpoolt, míg a Paisley Kapu az utódjának, Bob Paisley-nek állít örök emléket, akinek kilenc évig tartó irányítása alatt a Vörösök hat bajnoki címet és három BEK trófeát szereztek. A Shankly Kapu felett olvasható a Gerry & The Pacemakers klubhimnusszá emelkedő híres slágerének refrénje, a "You'll Never Walk Alone".
A Paisley-kapun áthaladva, a klub ajándékboltja előtt áll Shankly szobra, a talapzatán a "He made the people happy" (Boldoggá tette az embereket) felirat hirdeti, hogy mekkora hatással volt a tevékenysége a Liverpool szurkolóira. A létesítményen belül, a játékoskijáró felett egy "This is Anfield" (Ez Anfield) feliratú plakát díszeleg, ezt még a skót legenda helyezte el itt, elmondása szerint azért, hogy "emlékeztesse a fiainkat, hogy kikért játszanak - és emlékeztesse az ellenfeleinket, hogy kik ellen játszanak."
További látványosság a Boot Room, egy régi cipőszertár, ahol Shankly a főhadiszállását rendezte be, a köré gyűlt edzői stáb itt készült fel a következő mérkőzésre, dolgozta ki a taktikát, állította össze a kezdőcsapatot, évtizedeken át itt is öröklődött a menedzseri poszt, egészen Gerard Houllier érkezéséig. A francia szakember 1998-ban végleg bezárta a Boot Roomot, ezzel véget vetve egy hosszú tradíciónak a klub életében.
A hazai és vendég drukkerek rendszeresen hagynak sálakat, gyertyákat, virágokat a Hillsborough Emlékműnél, így róva le kegyeletüket a Hillsborough-tragédiában elhunyt 96 Liverpool-szurkoló előtt.

## Története és lelátói
Az Anfield történetét vizsgálva egészen 1884-ig kell visszamennünk, ekkor, szeptemberben nyitotta meg kapuit először, hogy az Everton szurkolói itt tekinthessék meg csapatuk mérkőzéseit. A füves területet az egylet patrónusa, John Houlding, a város későbbi polgármestere, egy helyi sörfőzőtől, John Orrelltől megvásárolta, azzal a céllal, hogy lelátókat emeltessen, a költségek finanszírozását pedig a bérleti díj felemelésével akarta megvalósítani, csakhogy emiatt az Everton vezetői a távozás mellett döntöttek, így 1892-ben Houldingnak csak egy stadionja volt, csapat nélkül. Houlding gyorsan cselekedett, Londonban bejegyeztette az új egyesületét, a Liverpool FC-t, és Skóciából importált játékosaival John McKenna menedzser irányítása alatt visszaköltözött az élet az Anfieldra.
Elsőként a Main Stand készült el 1895-ben, melynek különleges, favázas oromzata az angol futball meghatározó látványosságának számított egészen az 1970-es évek elején történt elbontásáig.

### Spion Kop

Az Anfield szektorai

A híres Kop-ot eredetileg Oakfield Road Embankmentnek, majd Walton Breck Banknek hívták. 
1906-ban a Liverpool és a Preston North End FC vezetői átnevezték a saját pályájukon az egyik kapu mögötti lelátót "Spion Kop"-nak, így tisztelegve a második búr háborúban az azonos nevű, Natalban lévő dombon vívott Spion Kop-i csata halottjai előtt (afrikaans nyelven a Kop "domb"-ot jelent, a Spion Kop harcmezején vereséget szenvedő lancashire-i ezred áldozatai közül a legtöbben liverpooliak voltak). Később sok másik pálya is adoptálta a Kop nevet egy-egy lelátójának, így találkozhatunk az elnevezéssel a Bloomfield Roadon (Blackpool FC), a St Andrews-ban (Birmingham FC) és a Hillsborough-ban (Sheffield) is.
Fénykorában 30 000 fő befogadására volt alkalmas, ezzel a The Valley-ben található East Stand után a második legnagyobb egyszintes lelátó volt a világon. A helyi folklór szerint a Kop népe valóssággal "beszívta a labdát a kapuba", ha a Liverpool arra támadott. Hagyományosan, ha a Liverpool csapatkapitánya nyeri meg a pénzfeldobást a mérkőzés elején, azt választja, hogy a második félidőben támadhasson a csapat a Kop felé és rendszerint az ellenfél hangos pfújolást kap, ha miután megnyerte a pénzfeldobást, ezt az íratlan szabályt felrúgja. A lelátó kapacitását az 1975-ös, a sportpályák biztonságáról határozó törvény (Safety of Sports Grounds Act) 22 000 főre korlátozta, majd az 1989-es Hillsborough-tragédiát követő Taylor-jelentés tovább csökkentette. Végül 1994-ben teljesen átépítették, az újonnan elkészült Kop megőrizte egyszintes jellegét, de csak ülőhelyek vannak benne, befogadóképessége pedig 12 409 főre csökkent.
A Kop Kemlyn Road felőli sarkában egy gigantikus zászlórúd áll, ez a világtörténelem egyik legelső vas gőzhajójának, az SS Great Eastern-nek a főárbóca volt. A hajó Rock Ferry közelében felrobbant, az árbócrúd a Mersey-folyón sodródott, mikor kifogták és az éppen zászlótartót kereső liverpooli vezetők azonnal megvásárolták.
Adatok
- Kapacitás: 12 409 fő
- Lezárt ülések: 9 fő

### Main Stand
Az 1973-ban lebontott favázas Main Stand helyén épült fel a máig szinte teljesen változatlan kinézetű lelátó. Az elkerített Paddock-ban foglalnak helyet az igazgatók és a kommentátorok a meccsek idején.
Adatok
- Kapacitás: 20 989 fő
- Fő lelátó: 9 597 fő
- Paddock: 2 409 fő
- Harmadik szint: 8 712 fő
- Igazgatói páholyok: 177 fő
- Sajtópáholy: 54 fő
- Lezárt ülések: 40 fő

### Centenary Stand
A lelátó neve eredetileg Kemlyn Road Stand volt, 1963-ban épült, 6 600 szurkolót volt képes befogadni. Az 1970-80-as évek fordulóján a klub elkezdte felvásárolni a Kemlyn Road házait, azzal a céllal, hogy miután lebontották őket, a meglévő lelátót kibővítsék. Az egyesület 1981-re gyakorlatilag az összes házat megszerezte, de a tervezett munkálatok még majdnem egy évtizedig nem kezdődhettek el, hiszen Joan és Nora Mason nem volt hajlandó kiköltözni az otthonukból, egészen addig, amíg 1990-ben el nem fogadták az egyik felajánlott cserelakást. Ezután végre elkezdődhetett az építkezés, melynek során lebontották a Kemlyn Road összes lakóépületét, az utca megszűnt. A második szint megnyitása után a lelátórész kapacitása 11 762 főre emelkedett. A hivatalos megnyitóra a Liverpool FC centenáriumi ünnepségén került sor, ekkor kapta a Centenary Stand nevet is.
Adatok
- Kapacitás: 11 762 fő
- Felső szint: 4 600 fő
- Alsó szint: 6 814 fő
- Igazgatói páholy: 348 fő

### Anfield Road Stand
Az 1998-ban felújított, a vendég drukkereknek is helyet adó lelátón 9 074 szurkoló szoríthat a csapatáért. A kedvenceiket elkísérő vendég szurkolóknak az alsó szinten van elkülönítve egy kevesebb, mint 2 000 fő befogadására alkalmas rész, a lelátó többi része a Liverpool szimpatizánsainak van fenntartva.
Adatok
- Kapacitás: 9 074 fő
- Felső szint: 2 654 fő
- Alsó szint: 6 391 fő
- Lezárt ülések: 29 fő

## A bővítés nehézségei
Mivel a jelenlegi kereteken belül a további bővítés szinte lehetetlen (egy újabb teljes házsort kéne lerombolni a Centenary Stand megnagyobbításához), a Liverpool FC vezetősége a stadion elhagyása mellett döntött.
Az eredeti terveket 2000 decemberében mutatták be, a 70 000 ülőhelyes stadionnak 2004 augusztusára kellett volna elkészülnie. 18 hónappal később a tervrajzokat átdolgozták, mivel a 70 000 fős aréna építési költségeit a vezetők sokallták. Megoldás a költözés ügyében végül csak 2007-ben született, amikor a két amerikai befektető érkezése után egy futurisztikus külsejű új sportlétesítményt álmodtak meg a HKS tervezőiroda munkatársai, első ütemben 60 ezer, majd a bővítés után 76-80 ezer szurkoló befogadására lesz alkalmas az új létesítmény. A költözés után a jelenlegi Anfield mind a négy lelátóját elbontják, de a gyepszőnyeg megmarad, az emlékezés kertjévé alakítva, hiszen az évtizedek során rengeteg elhunyt Liverpool szurkoló hamvait szórták itt szét, beleértve Hillsborough jó néhány áldozatát is.

## Látogatottság

### Rekordok
A rekord nézőszámot 1952. február 2-án jegyezték fel az Anfieldon, ekkor az FA Kupa 4. fordulójában 61 905 szurkoló tekintette meg a Wolverhampton Wanderers elleni mérkőzést.

### Átlagnézettség (Premier Liga)
- 2000-01: 43 698
- 2001-02: 43 389
- 2002-03: 43 243
- 2003-04: 42 706
- 2004-05: 42 587
- 2005-06: 44 236
- 2006-07: 43 561

## Nemzetközi mérkőzések
Számos válogatott összecsapás helyszíne volt az Anfield az évek során, beleértve Wales néhány "hazai" mérkőzését is. A pálya otthont adott az 1996-os labdarúgó Európa-bajnokságnak is, 4 meccset rendeztek itt. Az első válogatott fellépésre még az Everton otthonaként 1889-ben került sor, legutóbb pedig 2006. március 1-jén, Uruguay ellen lépett fel Anglia az Anfield gyepén.
| Dátum                | Hazai csapat  | Eredmény | Vendég csapat  | Megjegyzés                                                                                              |
| -------------------- | ------------- | -------- | -------------- | --- |
| 1889. március 2.     | Anglia        | 6-1      | Észak-Írország | British Home Championship                                                                               |
| 1905. március 27.    | Anglia        | 3-1      | Wales          | British Home Championship                                                                               |
| 1922. március 13.    | Anglia        | 1-0      | Wales          | British Home Championship                                                                               |
| 1926. október 20.    | Anglia        | 3-3      | Észak-Írország | British Home Championship                                                                               |
| 1931. november 11.   | Anglia        | 3-1      | Wales          | British Home Championship                                                                               |
| 1944. szeptember 16. | Anglia        | 2-2      | Wales          | Wartime International                                                                                   |
| 1959. szeptember 23. | Anglia        | 0-1      | Magyarország   | U-23-as utánpótlás mérkőzés                                                                             |
| 1963. november 27.   | Anglia        | 4-1      | Németország    | U-23-as utánpótlás mérkőzés                                                                             |
| 1977. október 12.    | Wales         | 0-2      | Skócia         | Világbajnoki selejtező                                                                                  |
| 1981. február 25.    | Anglia        | 1-0      | Írország       | U-21-es utánpótlás mérkőzés                                                                             |
| 1994. december 13.   | Anglia        | 2-0      | Írország       | B csapatok találkozója                                                                                  |
| 1995. december 13.   | Írország      | 0-2      | Hollandia      | Európa-bajnokság selejtezője, rájátszás                                                                 |
| 1996. június 11.     | Olaszország   | 2-1      | Oroszország    | Európa-bajnokság, C csoport                                                                             |
| 1996. június 14.     | Csehország    | 2-1      | Olaszország    | Európa-bajnokság, C csoport                                                                             |
| 1996. június 19.     | Oroszország   | 3-3      | Csehország     | Európa-bajnokság, C csoport                                                                             |
| 1996. június 22.     | Franciaország | 0-0      | Hollandia      | Európa-bajnokság, negyeddöntő (hosszabbítás után Franciaország jutott tovább büntetőkkel, 5-4 arányban) |
| 1998. szeptember 5.  | Wales         | 0-2      | Olaszország    | Európa-bajnokság, selejtező                                                                             |
| 1999. június 9.      | Wales         | 0-2      | Dánia          | Európa-bajnokság, selejtező                                                                             |
| 2001. március 24.    | Anglia        | 2-1      | Finnország     | Világbajnokság, selejtező                                                                               |
| 2002. április 17.    | Anglia        | 4-0      | Paraguay       | Barátságos mérkőzés                                                                                     |
| 2006. március 1.     | Anglia        | 2-1      | Uruguay        | Barátságos mérkőzés                                                                                     |

## 

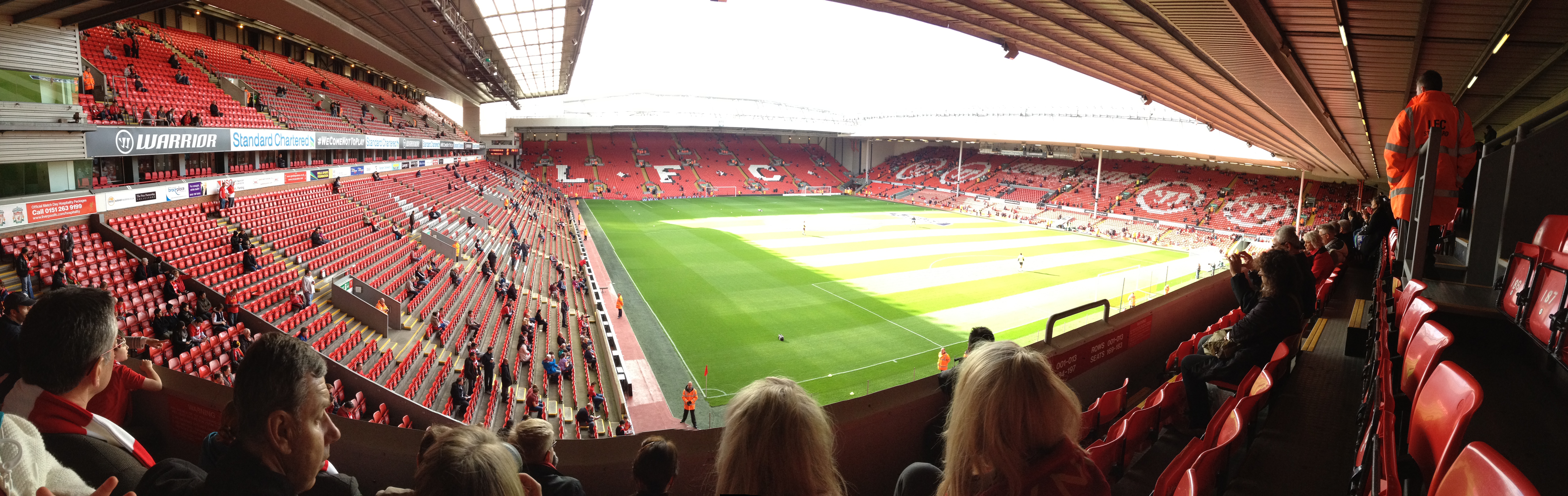
Panorama Anfield, 20.12.2012, Point of View: Anfield Road Stand; left: Centenary Stand, middle: Kop Stand; right: Main Stand